# Masdevallia norrisiorum
Masdevallia norrisiorum là một loài thực vật có hoa trong họ Lan. Loài này được Luer & Dalström mô tả khoa học đầu tiên năm 2006.